# 10768 Sarutahiko
A 10768 Sarutahiko (ideiglenes jelöléssel 1990 UZ1) a Naprendszer kisbolygóövében található aszteroida. Urata Takesi fedezte fel 1990. október 21-én.